# Linda Wagenmakers

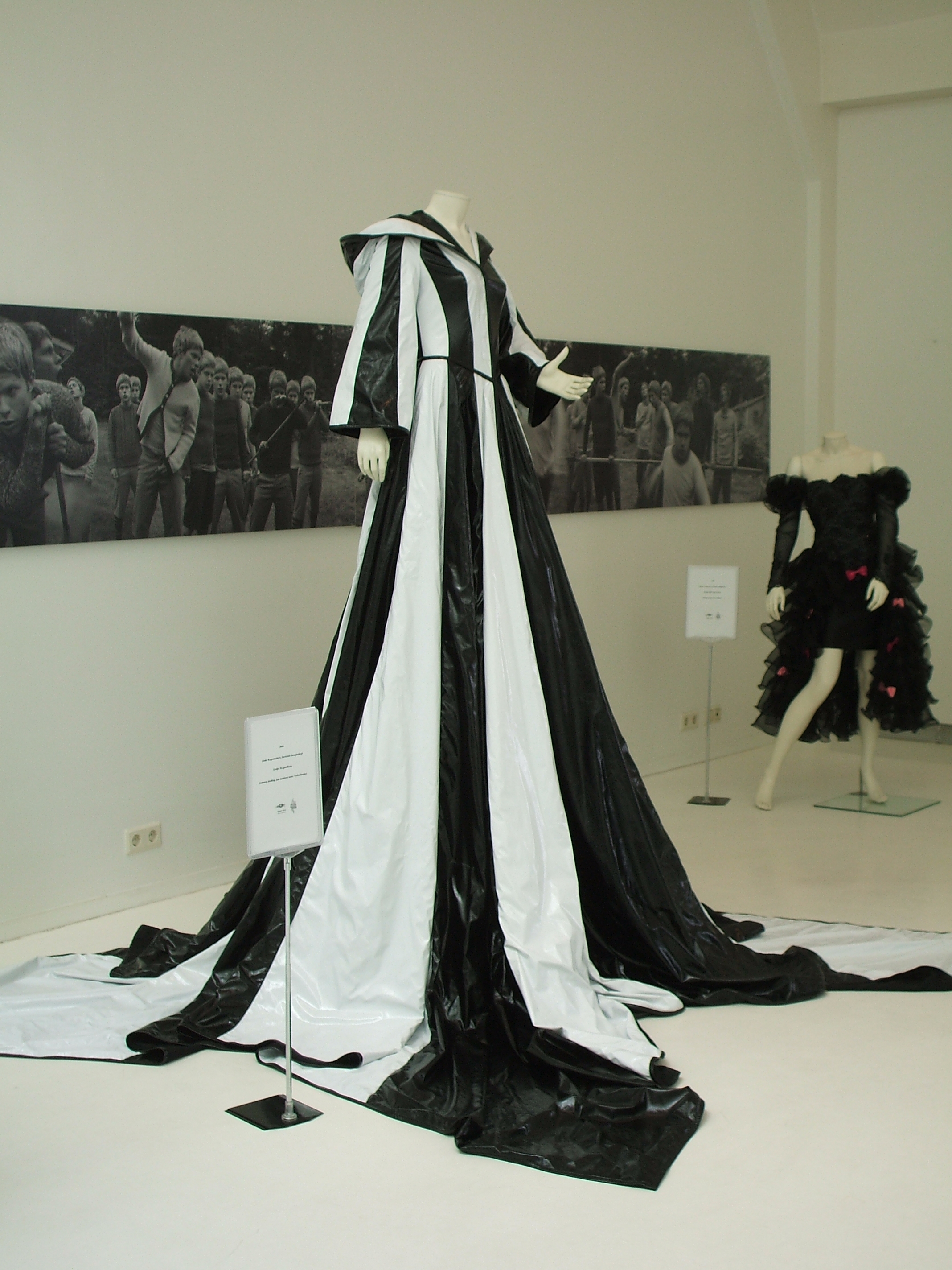
De jurk die Linda Wagenmakers droeg tijdens het Eurovisiesongfestival 2000 in Stockholm

Linda Wagenmakers (Arnhem, 30 november 1975) is een Nederlandse zangeres, musicalactrice, scenarioschrijver, regisseur, theatermaker en vocalcoach.

## Jonge jaren
Wagenmakers groeide beschermd op in Zevenaar. Haar familie was muzikaal: iedereen zong en bespeelde meerdere instrumenten. Het meerstemmig zingen met familie en vrienden in de kerk, maar ook bij opa en oma thuis, werd haar met de paplepel ingegoten. Op haar achtste begon ze met zingen, met name in musicals. Vanaf haar veertiende jaar kreeg ze ook zangles van Anne Evers.

## Carrière

### Opleiding
Tijdens haar eerste studiejaar rechten aan de Universiteit Utrecht deed ze auditie voor de Miss Saigon-school van Joop van den Ende, en verwierf ze haar eerste bekendheid met haar rol van Kim in de musical Miss Saigon naast Tony Neef en Willem Nijholt. Wagenmakers vertolkte februari 1999 tot en met mei 2000 de rol van Keela Bangor in de RTL 4-dramaserie Westenwind, waarvoor ze ook de titelsong Laat me vrij om te gaan zong.

### Eurovisiesongfestival
Na haar ruime winst tijdens de nationale finale in AHOY mocht Wagenmakers Nederland vertegenwoordigen op het Eurovisiesongfestival 2000 in Zweden. Hier werd ze dertiende met het nummer No Goodbyes van Ellert Driessen en bijpassende act met de door Jan Aarntzen ontworpen zwart-witte podiumvullende jurk. Dit was de eerste keer dat een Nederlandse inzending de aandacht trok met de acts (die door de jaren heen steeds belangrijker waren geworden). No Goodbyes werd een top 10-hit in Nederland. Het Eurovisie songfestival werd die nacht voor het eerst niet volledig uitgezonden in Nederland vanwege de vuurwerkramp in Enschede die zich die avond had voltrokken. 
In 2000 verzorgde Wagenmakers samen met dertig dansers de opening van het Nationale Eurovisiesongfestival in Ahoy met No Goodbyes. Paul de Leeuw had voor de gelegenheid een versie van de zwart-witte creatie laten maken voor de opening waarin hij zelf op kwam. De originele jurk en de winnaarsversie in rood, wit en blauw zijn nog steeds in het bezit van Wagenmakers. De jurk werd later ook tentoongesteld voor een liefdadigheidsveiling voor het Lilianefonds van ambassadrice Sandra Reemer. 

### Na het songfestival
Wagenmakers speelde Maggs in de parodiemusical Rocky over the rainbow, en ontving hiervoor een Musicalfan Duim award. Voor de eerste Musicals in Ahoy van Joop van den Ende in 2002, mocht zij naast haar rol van Kim uit Miss Saigon ook de rol van Eponine met de Nederlandse originele cast van Les Misérables vertolken.
Daarna volden originele producties Rocky over the Rainbow , een double feature musical parodie, waarbij twee musicals zich vervlochten tot één verhaal.  Ze speelde achtereenvolgens de rol van Maggs (Magenta uit de Rocky Horror picture show) en de rol van Dorothy uit de Wizard of Oz.
Wagenmakers was in 2005 te zien als Lisa, de hoofdrol in de musical Love me just a little bit more. Voor Schooltv en World Vision presenteerde ze enkele programma's, en voor de televisiezender Net5 een aflevering van het programma I Love... Ze was de Nederlandse stem van de titelrol van  Disneys Mulan en Mulan II, en van prinses Tiana in de animatiefilm De prinses en de kikker.
In 2007 deed ze mee aan het televisieprogramma De afvallers met sterren. De bedoeling was zoveel mogelijk kilo's af te vallen. Ze begon het programma met 76,5 kg en verloor 11,8 kg, waarmee ze op de zesde plaats eindigde.
In het seizoen 2009/2010 speelde Wagenmakers in Hans & Grietje de Musical. Ze schreef het script en haar man schreef de liedjes. Zij vertolkte hierin de rol van snoepheks Caramella voor Van Hoorne. In 2011 speelde Wagenmakers voor Albert Verlinde productions, de rol van "the lady of the lake" in de Monty Python-musical Spamalot, naast Paul Groot, Owen Schumacher en Johnny Kraaijkamp jr.. De voorstelling werd alleen gespeeld in de grootste theaters van Nederland vanwege het spectaculaire decor.
In 2012 was Wagenmakers te zien in Musical Classics in Ahoy. Een jaar later, in 2013 speelde zij de rol van Alex Spoffort in de Dapa-productie van The Witches of Eastwick naast Joke de Kruijf , Jasper Taconis en April Darby. Datzelfde najaar speelde zij Anastasia Steel in de musical Vijftig tinten... de parodie voor Senfproductions. Deze rol speelde zij weer in de herneming van de tournee vanaf september tot en met november 2014.
In 2015 heeft Wagenmakers de rol van Icy ingesproken voor de derde Winx Club-film Het Mysterie van de Afgrond. Tevens heeft ze voor die film het Sirenix ingezongen. Wagenmakers is ook de stem van Fey in de special van Miraculous
In 2020 werd Wagenmakers aangenomen in de musical Waitress, geschreven door singer-songwriter Sara Bareilles en door medialane naar Nederland gehaald. Zij zou de rol van Becky spelen, naast Willemijn Verkaik, Lisse Knaapen en Jonathan Demoor, maar door de coronapandemie ging dit niet door.
In 2025 is Wagenmakers een van de deelnemers aan het 25e seizoen van het RTL 4-programma Expeditie Robinson.

### Phoenix Vocal Coaching
Wagenmakers begon zich na het Eurovisiesongfestival ook te ontwikkelen als vocal coach. In het musiatertheater, waar zij haar eerste musicalproducties speelde (Anatevka), gaf zij diverse jaren les aan groepen. Haar kennis van vocale techniek was extensief, na les gehad te hebben van onder anderen Mary Hammond van de Royal Academy of Music in Londen, Adriaan van Limpt, Alberto Ter Doest, Catherine Sadoline en EStill Vocal training. Sinds 2020 heeft Wagenmakers haar eigen coachingbedrijf onder de naam Phoenix Vocal Coaching by Linda Wagenmakers. 

### Black Gospel
Wagenmakers bundelde haar krachten met die van Michelle David om het benefietgospelconcert Wake up!! It's God's time!!! te produceren. Sinds april 2005 heeft zij samen met David haar eigen black-gospelgroep SALT die zich specialiseert in moderne black gospel. SALT trad op 14 juli 2014 op in de Westerkerk bij de trouwceremonie van Eva Simons en Sidney Samson.
Zij zong twee seizoenen in een gospeltheatertournee met Dewi and the Spirit of Joy met vijf solisten en een zestig man sterk black gospelkoor, en had ze een actief creatief aandeel in de show van het tweede seizoen van deze gospelshow, genaamd The New (Gospel). In april 2006 werkte ze aan haar eerste soloalbum, Full Circle, dat internationaal uitgebracht zou worden en waar zij het nummer True voor schreef. Ook was (en is) ze bezig een theaterstuk te schrijven. Verder was ze van de partij op de EO-Jongerendag van 2006 in de Arnhemse GelreDome, waar ze zowel optrad bij de opening als later in het programma van dit christelijke jongerenevenement.

## Filmografie

### Televisie
- 1997: Pittige tijden, als Kim
- 1999-2000: Westenwind, als Keela Bangor
- 2007: Sportlets, als verslaggeefster

### Nasynchronisatie
- Mulan, als Fa Mulan (1998)
- Mulan II, als Fa Mulan (2004)
- De prinses en de kikker, als Tiana (2009)
- Sofia het prinsesje, als Mulan en Tiana (2012)
- Big Time Rush, als Kelly (2010-2013)
- Winx Club: Het Mysterie van de Afgrond, als Icy (2014)
- Disney Infinity, als Mulan (2015)
- Ralph Breaks the Internet, als Tiana en Mulan (2018)
- Dora the Explorer, als Assepoester (2019)
- Turning Red, als Tante Chen (2022)
- Sonic Prime, als Amy Rose, Rusty Rose en Black Rose (2022)
- Spider-Man: Across the Spider-Verse, als mevrouw Chen (2023)
- Lego Disney Princess: Avonturen in het kasteel, als Tiana (2023)[5]
- Once Upon a Studio, als Tiana en Mulan (2023)
- Migration, als Chump (2023)
- Kung Fu Panda 4, als Zhen (2024)
- Droom Producties, als overige stemmen (2024)
- Niko 3: Voorbij het Noorderlicht, als Wilma (2024)

## Ophef om musical "Shhh...it happens!"
In de zomer van 2007 stapte Wagenmakers in de cast van een nieuwe musical: Shhh...it happens!. Deze productie, die op 5 augustus van start ging in het Panama Theater te Amsterdam, is een zogenoemde freakshow en vertelt het verhaal van een groep losgeslagen mensen in een verlaten attractiepark. Wagenmakers' deelname aan dit stuk nam echter een ingrijpende wending. Platenmaatschappij Ecovata, die haar gospel-cd Full circle uitbracht, toonde zich geschokt door een krantenbericht in De Telegraaf, waarin bericht werd van een scheldlied als ook vermeende seksuele handelingen die in Shhh...it happens! zouden worden opgevoerd. Directeur Arjan van den Bijgaart van Ecovata verklaarde zonder het te verifiëren, dat dit in strijd was met het uitdragen van het evangelie, en het bedrijf dreigde om de samenwerking met Wagenmakers op te zeggen. Wagenmakers besloot hierop, naar eigen zeggen 'na veel gebed', de musical te verlaten, maar te blijven spelen totdat er vervanging gevonden zou zijn. Van den Bijgaart vond echter dat ze meteen had moeten stoppen en besloot Full circle uit de handel te halen. Tevens werd een gospelconcert dat zij via Ecovata op 30 september 2007 zou houden, geannuleerd. Later kwam hij erop terug en besloot hij om het album toch weer uit te brengen, maar Wagenmakers had het project achter zich gelaten en wilde er niets meer mee van doen hebben. 